# Коныпское сельское поселение
Коны́пское се́льское поселе́ние — муниципальное образование в составе Кирово-Чепецкого район Кировской области России.
Административный центр — деревня Малый Конып.

## История
Коныпское сельское поселение образовано 1 января 2006 года согласно Закону Кировской области от 07.12.2004 № 284-ЗО.

## Население
| 2010 | 2012  | 2013  | 2014  | 2015  | 2016  | 2017  |
| ---- | ----- | ----- | ----- | ----- | ----- | ----- |
| 1006 | ↗1133 | ↘1121 | ↘1105 | ↘1044 | ↘1027 | ↘1001 |
| 2018 | 2019  | 2020  | 2021  |       |       |       |
| ↘960 | ↗962  | ↘955  | ↘636  |       |       |       |

## Состав
В состав поселения входят 12 населённых пунктов (население, 2010):
| - деревня Малый Конып — 849 чел.; - деревня Большой Конып — 3 чел.; - деревня Бондя — 6 чел.; - железнодорожная казарма 1012 км — 0 чел.; - деревня Здравница — 51 чел.; - деревня Исаковцы — 52 чел.; | - остановочная платформа Конып — 10 чел.; - деревня Копово — 12 чел.; - деревня Коршуниха — 13 чел.; - деревня Кривобор — 10 чел.; - деревня Поляны — 0 чел.; - деревня Прокудино — 0 чел. |